# Fukomys
Fukomys là một chi động vật gặm nhấm được tách ra vào năm 2006 từ chi Cryptomys. Toàn bộ thành viên của chi này đều là các loại đặc hữu của châu Phi.

## Các loài
- Fukomys amatus
- Fukomys anselli
- Fukomys bocagei
- Fukomys damarensis
- Fukomys darlingi
- Fukomys foxi
- Fukomys ilariae[2]
- Fukomys kafuensis
- Fukomys mechowii
- Fukomys micklemi
- Fukomys occlusus
- Fukomys ochraceocinereus
- Fukomys vandewoestijneae[3]
- Fukomys whytei
- Fukomys zechi